# La Cité sans voiles
Pour les articles homonymes, voir Naked City.
Pour plus de détails, voir Fiche technique et Distribution.
La Cité nue (The Naked City) est un film américain réalisé par Jules Dassin, sorti en 1948.

## Synopsis
New York, une nuit, une femme est attaquée chez elle par deux individus. Ils l'endorment au chloroforme, la noient dans sa baignoire, et lui dérobent ses bijoux. Quelques heures plus tard l'un des deux se débarrasse de l'autre. La police enquête sur le premier crime, convoque les suspects, en tient un, le surveille. Un jeune policier fait le lien entre les deux affaires.

## Fiche technique
- Titre : La Cité sans voiles
- Titre original : The Naked City
- Réalisation : Jules Dassin
- Scénario : Malvin Wald et Albert Maltz
- Production : Mark Hellinger et Jules Buck pour Universal
- Musique : Miklós Rózsa et Frank Skinner
- Photographie : William H. Daniels
- Montage : Paul Weatherwax
- Direction artistique : John DeCuir
- Décors : Oliver Emert et Russell A. Gausman
- Son : Leslie I. Carey et Vernon W. Kramer
- Sociétés de production : Hellinger Productions, Universal International Pictures
- Sociétés de distribution : Universal Pictures, General Film Distributors
- Pays d'origine :  États-Unis
- Langue originale : anglais
- Format : noir et blanc – 35 mm – 1,37:1 – mono (Western Electric Recording)
- Genre : film noir, drame, policier.
- Durée : 96 minutes
- Date de sortie : 
  - États-Unis : 4 mars 1948
  - France : 13 mai 1949
  - Belgique : 22 juin 1950
- Affiche : René Ferracci (France)

## Distribution

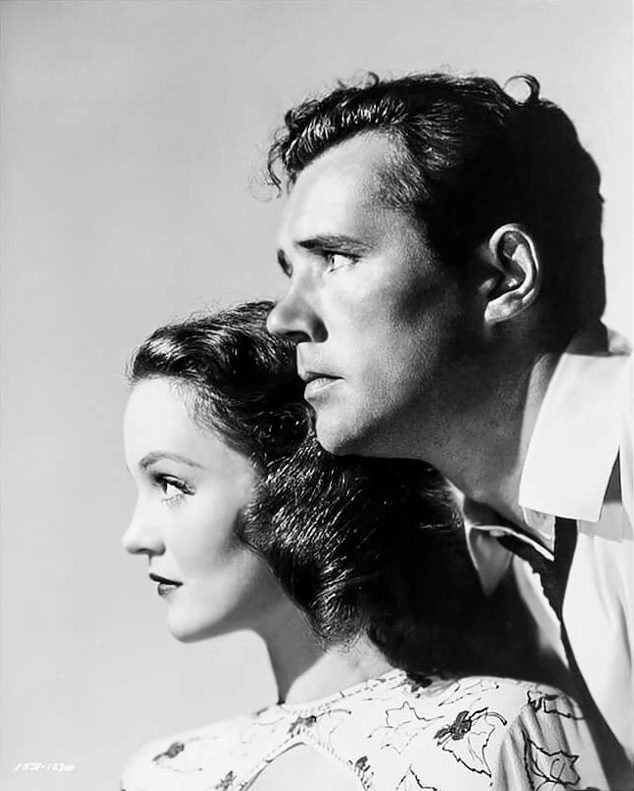
Dorothy Hart et Howard Duff, photo promotionnelle pour le film.

- Barry Fitzgerald (V.F : Henri Ebstein) : le lieutenant Dan Muldoon
- Howard Duff (V.F : Raymond Loyer) : Frank Niles
- Dorothy Hart (V.F : Claire Guibert) : Ruth Morrison
- Don Taylor (V.F : Jacques Thébault) : l'inspecteur Jimmy Halloran
- Frank Conroy (V.F : Raymond Rognoni) : le capitaine Donahue
- Ted de Corsia  (V.F : Jean Clarieux) : Willie Garzah
- House Jameson (V.F : Claude Péran) : Dr Stoneman
- Anne Sargent : Mme Halloran
- Adelaide Klein (V.F : Jacqueline Morane) : Mme Paula Batory
- Grover Burgess  (V.F : Jean d'Yd) : Mr Batory
- Tom Pedi (V.F : Henry Charrett) : Détective Perelli
- Enid Markey (V.F : Cécile Didier) : Mme Edgar Hylton
- Mark Hellinger  (V.F : Jean Martinelli) : Voix-off, le narrateur

Et, parmi les acteurs non crédités :
- Jean Adair (V.F : Lita Recio) : la petite vieille dame
- Celia Adler : la directrice du magasin de vêtements
- Beverly Bayne : Mme Stoneman
- Walter Burke : Pete Backalis
- Russ Conway : le médecin de l'ambulance
- Arthur 'Weegee' Fellig : un photographe
- Paul Ford : Henry Fowler
- Kathleen Freeman : la femme forte dans le train
- Bruce Gordon : un flic au pont de Williamsburg
- Raymond Greenleaf : un journaliste
- James Gregory : l'agent Albert Hicks
- Nicholas Joy : M. McCormick
- John Marley : le rédacteur en chef
- Virginia Mullen : Martha Swenson
- Arthur O'Connell : le sergent Shaeffer
- David Opatoshu : le sergent Dave Miller
- Nehemiah Persoff : l'homme souriant qui sort du métro
- Molly Picon : la vendeuse de sodas
- John Randolph : le standardiste au commissariat
- Lee Shumway : un agent de police

## Commentaire
Le film est inspiré de Naked City, premier livre du photographe ukraino-américain Weegee, spécialiste de New York, paru en 1945.
Le film tourné dans New York même, et non dans des décors de studio, tend à faire de la ville un des personnages principaux du film.
Constamment ponctué de commentaires en voix off, le film commence par un survol de la ville de jour, puis de nuit, suivi de quelques zoom sur l'activité de ses habitants à une heure donnée.
La caméra rentre ensuite par une fenêtre pour saisir la scène du drame. De là, le film décrira, avec une précision documentaire, tout le déroulement de l'enquête jusqu'à son dénouement. Sans vraiment suivre un ou des personnages, mais en observant de plus loin.
Un clin d’œil au film a été fait dans le jeu vidéo L.A. Noire, en effet « La cité sans voile » est le nom de l'une des enquêtes du jeu.

## Récompenses
- Oscars 1949
  - Oscar de la meilleure photographie
  - Oscar du meilleur montage
- National Film Preservation Board en 2007.